# USS LST-793
O USS LST-793 foi um navio de guerra norte-americano da classe LST que operou durante a Segunda Guerra Mundial.